# Китайский компас
Китайский компас (луобань, лопань) — китайский магнитный компас, также известный как компас для фэншуй. Используется мастерами фэншуй для определения точной структуры исследуемого объекта. Школа фэншуй, использующая китайский компас, имеет название «Школа компаса» («Школа луобань»).

## Форма и функции
Как и обычный компас, лопань — определяет направления. Однако, лопань отличается от обычного компаса несколькими важными моментами:
- Формулы фэншуй, включенные в концентрические кольца на поверхности.
- Металлическая пластина, известная как «солнечные часы». Металлическая пластина размещается на деревянной основе, известной как «земная пластина». Диски небес вращаются свободно на земной пластине.
- Лопань не указывает на Северный полюс Земли. Игла лопань указывает на южный магнитный полюс.

## Типы лопань
Начиная с династии Мин особую популярность приобрели три типа лопань.

### Сань хэ
Этот тип лопань используется со времён династии Тан.Он содержит три основных кольца с 24 направлениями.

### Сань юань
Содержит 64 триграммы. Используется в школе «Летящих звёзд».

### Цзун хэ
Комбинация двух предыдущих видов лопань.

## История
Самые старые предшественники лопань — «ши», китайские астролябии.